# Magister peditum in praesenti
Magister peditum in praesenti (nebo Magister peditum praesentalis) byl vysoký důstojník armády západořímské říše v době dominátu. Byl velitelem císařské eskortní armády. Jeho zástupcem byl magister equitum in praesenti. Později byly obě funkce sloučené do jediné – magister utriusque militiae.
Magister peditum, původně velitel pěchoty, získal na přelomu 4. a 5. století př. n. l. přední postavení z původních zpravidla dvou velitelů titulovaných magister militum in praesenti. Stal se tak velitelem celé armády. S vrchním velitelstvím byl spojován doživotní titul patricius, díky kterému byli vrchní velitelé oficiálními zástupci západořímských císařů.